# Rolf Tardell
Rolf Daniel Tardell, född 7 april 1959 i Ljungarums församling i Jönköping, är en svensk journalist och författare.

## Biografi
Tardell är verksam vid Sveriges Television där han sedan 1990 varit ekonomireporter och kommentator på Rapport och Aktuellt. Han har bevakat flera av de stora ekonomiska händelserna under denna tid och har varit redaktör för SVT:s valprogram, däribland partiledarutfrågningarna 2010. Sedan 2013 är han redaktör på Agenda.

### Författarskap

#### Varför har du ritat siffror på din arm farmor? (2014)
År 2014 författardebuterade Tardell med Varför har du ritat siffror på din arm farmor? som handlar om hans mors bakgrund som överlevare från Auschwitz och Ravensbrück.
Tardells mor Annette Amouch föddes 1922 i Frankrike i en judisk familj. Efter den nazistiska ockupationen 1940 och upprättandet av Vichyregimen blev övergrepp mot judar en del av statens maktutövning. Familjen Amouch flydde och fann en tillfällig fristad i Marseille som låg i det ej ockuperade "Zone libre" där förföljelserna var mindre intensiva. Men även där försämrades situationen och i maj 1944 deporterades familjen av franska myndigheter till genomgångslägret Drancy utanför Paris och därifrån till Auschwitz. Vid ankomsten till Auschwitz mördades föräldrarna omgående i gaskamrarna, medan Annette Amouch bedömdes användbar som arbetskraft. Hon genomlevde sedan ett halvår under fruktansvärda förhållanden. Pressade av framryckande trupper beordrade nazisterna i januari 1945 att lägret skulle tömmas. 56 000 utmärglade fångar, bland dem Annette Amouch, tvingades ut på vägarna i vinterkylan i en av de så kallade dödsmarscherna. Hon kom fram till koncentrationslägret Ravensbrück, varifrån hon något senare räddades med Folke Bernadottes Vita bussar och anlände till Malmö i april 1945.
Tardell skriver att hans mor under sitt liv i Sverige valde att inte tänka på och berätta om sina upplevelser. När hon var 70 år gammal 1992 frågade han dock om hon var villig att berätta, vilket hon gjorde under flera dagar, och Tardell spelade in samtalen och renskrev. Han har sedan i möjligaste mån ordagrant återgett sin mors berättelser, men kompletterat med en betydande mängd research och bakgrundsinformation, vilket resulterade i boken. Annette Amouch avled 2009, 87 år gammal.

#### Kvinnorna i Ravensbrück: vittnen berättar (2018)
År 2018 gav Tardell ut Kvinnorna i Ravensbrück: vittnen berättar, som baseras på Ravensbrückarkivet i Lund, ett unikt material med 500 djupintervjuer av överlevare från Ravensbrück som gjordes kort efter deras ankomst till Sverige under våren 1945. Delar av dessa intervjuer användes som bevismaterial i Ravensbrückrättegångarna, men i övrigt blev de offentliga först efter 50 år (1995).
Även om arkivet blev offentligt 1995 förblev det svårtillgängligt då materialet var ostrukturerat, handskrivet och på polska. Genom insatser av Lunds universitet och Lunds universitetsbibliotek har arkivet 2017 gjorts tillgängligt på internet, delvis översatts samt fått förbättrad sökbarhet och struktur. Detta har möjliggjort för nya generationer av studenter och forskare att tränga in i materialet och öka kunskapen om Ravensbrück.

### Familj
Rolf Tardell är son till köpmannen Georg Tardell och Annette Amouch samt brorson till litteraturvetaren Bernhard Tarschys. Han var 1988–1995 gift med Eva Sanner, med vilken han har två döttrar (födda 1988 respektive 1990). Numera (2014) är han sambo med  Anita Johansson.